# إبيتسو (هوكايدو)
مدينة إبيتسو (بالإنجليزية: Ebetsu)‏ هي أحد المدن التابعة لمحافظة هوكايدو. تأسست رسميًا في 01/07/1954. ويقدر عدد سكانها بـ 120940 نسمة حسب تقدير مكتب الإحصاء الياباني لعام 2012. تبلغ مساحة إبيتسو 187.57 كم2. بكثافة سكانية تبلغ 645 نسمة/كم2.

## المناخ
يظهر الجدول التالي التغييرات المناخية على مدار السنة لإبيتسو:
| البيانات المناخية لـإبيتسو             | البيانات المناخية لـإبيتسو | البيانات المناخية لـإبيتسو | البيانات المناخية لـإبيتسو | البيانات المناخية لـإبيتسو | البيانات المناخية لـإبيتسو | البيانات المناخية لـإبيتسو | البيانات المناخية لـإبيتسو | البيانات المناخية لـإبيتسو | البيانات المناخية لـإبيتسو | البيانات المناخية لـإبيتسو | البيانات المناخية لـإبيتسو | البيانات المناخية لـإبيتسو | البيانات المناخية لـإبيتسو |
| الشهر                                  | يناير                      | فبراير                     | مارس                       | أبريل                      | مايو                       | يونيو                      | يوليو                      | أغسطس                      | سبتمبر                     | أكتوبر                     | نوفمبر                     | ديسمبر                     | المعدل السنوي              |
| -------------------------------------- | -------------------------- | -------------------------- | -------------------------- | -------------------------- | -------------------------- | -------------------------- | -------------------------- | -------------------------- | -------------------------- | -------------------------- | -------------------------- | -------------------------- | -------------------------- |
| الدرجة القصوى °م (°ف)                  | 6.4 (43.5)                 | 5.8 (42.4)                 | 10.6 (51.1)                | 22.6 (72.7)                | 27.3 (81.1)                | 30.7 (87.3)                | 31.8 (89.2)                | 34.5 (94.1)                | 30.9 (87.6)                | 24.3 (75.7)                | 19.7 (67.5)                | 12.0 (53.6)                | 34.5 (94.1)                |
| متوسط درجة الحرارة الكبرى °م (°ف)      | −2.0 (28.4)                | −1.2 (29.8)                | 2.7 (36.9)                 | 10.4 (50.7)                | 16.5 (61.7)                | 21.0 (69.8)                | 23.3 (73.9)                | 25.6 (78.1)                | 22.1 (71.8)                | 15.8 (60.4)                | 7.7 (45.9)                 | 0.2 (32.4)                 | 11.9 (53.4)                |
| المتوسط اليومي °م (°ف)                 | −6.3 (20.7)                | −5.6 (21.9)                | −1.2 (29.8)                | 5.4 (41.7)                 | 11.0 (51.8)                | 15.7 (60.3)                | 18.8 (65.8)                | 20.6 (69.1)                | 16.5 (61.7)                | 10.4 (50.7)                | 3.4 (38.1)                 | −3.6 (25.5)                | 7.1 (44.8)                 |
| متوسط درجة الحرارة الصغرى °م (°ف)      | −12.3 (9.9)                | −11.6 (11.1)               | −6.0 (21.2)                | 0.5 (32.9)                 | 6.0 (42.8)                 | 11.6 (52.9)                | 15.5 (59.9)                | 16.8 (62.2)                | 11.1 (52.0)                | 4.9 (40.8)                 | −0.9 (30.4)                | −8.3 (17.1)                | 2.3 (36.1)                 |
| أدنى درجة حرارة °م (°ف)                | −26.1 (−15.0)              | −25.8 (−14.4)              | −21.2 (−6.2)               | −9.8 (14.4)                | −2.2 (28.0)                | 2.7 (36.9)                 | 8.0 (46.4)                 | 7.8 (46.0)                 | 1.5 (34.7)                 | −4.6 (23.7)                | −11.8 (10.8)               | −24.2 (−11.6)              | −26.1 (−15.0)              |
| الهطول مم (إنش)                        | 69.6 (2.74)                | 57.7 (2.27)                | 39.9 (1.57)                | 37.4 (1.47)                | 55.8 (2.20)                | 71.2 (2.80)                | 117.7 (4.63)               | 114.8 (4.52)               | 113.1 (4.45)               | 90.7 (3.57)                | 88.6 (3.49)                | 70.8 (2.79)                | 929.3 (36.59)              |
| ساعات سطوع الشمس الشهرية               | 92.9                       | 109.4                      | 151.9                      | 175.7                      | 202.3                      | 183.9                      | 145.0                      | 162.3                      | 172.0                      | 146.6                      | 97.1                       | 83.0                       | 1٬723٫3                    |
| المصدر: وكالة الأرصاد الجوية اليابانية |                            |                            |                            |                            |                            |                            |                            |                            |                            |                            |                            |                            |                            |

## توأمة
لإبيتسو (هوكايدو) اتفاقيات توأمة مع كل من:
- غريشام (20 مايو 1978 - )
- توسا (15 يوليو 1978 - )